# Midland F1 Racing
Midland F1 Racing (MF1 Racing) fue un equipo ruso de Fórmula 1 que estaba dirigido por Alex Schnaider y Colin Kolles. Midland participó en la Fórmula 1 solo en la temporada 2006, tras la compra del equipo Jordan. Schnaider fue el cofundador de Midland Group, una gran empresa de construcción en Rusia.

## Historia

### Compra de Jordan Grand Prix
Después de participar como Jordan en 2005, el equipo cambió de nombre a MF1 Racing para la temporada 2006. La intención del equipo era llevar al primer piloto ruso a la Fórmula 1. Anteriormente estos pilotos realizaban tests con el equipo Minardi.
Hasta la compra de Jordan, Midland estuvo relacionada con el desarrollo de un chasis con la empresa Dallara, acuerdo del cual no se tienen más datos. Durante las pruebas de este chasis, el piloto ruso Román Rusinov ayudó en los entrenamientos.
Durante los entrenamientos de diciembre de 2005, en el Circuito de Jerez, Midland hizo su primera aparición con un cambio radical en los colores del monoplaza, el cual pasó de un completo amarillo de Jordan, a un negro combinado con rojo y blanco que identifican los colores de Midland. Tanto Albers como Monteiro estuvieron en los entrenamientos.

### Temporada 2006

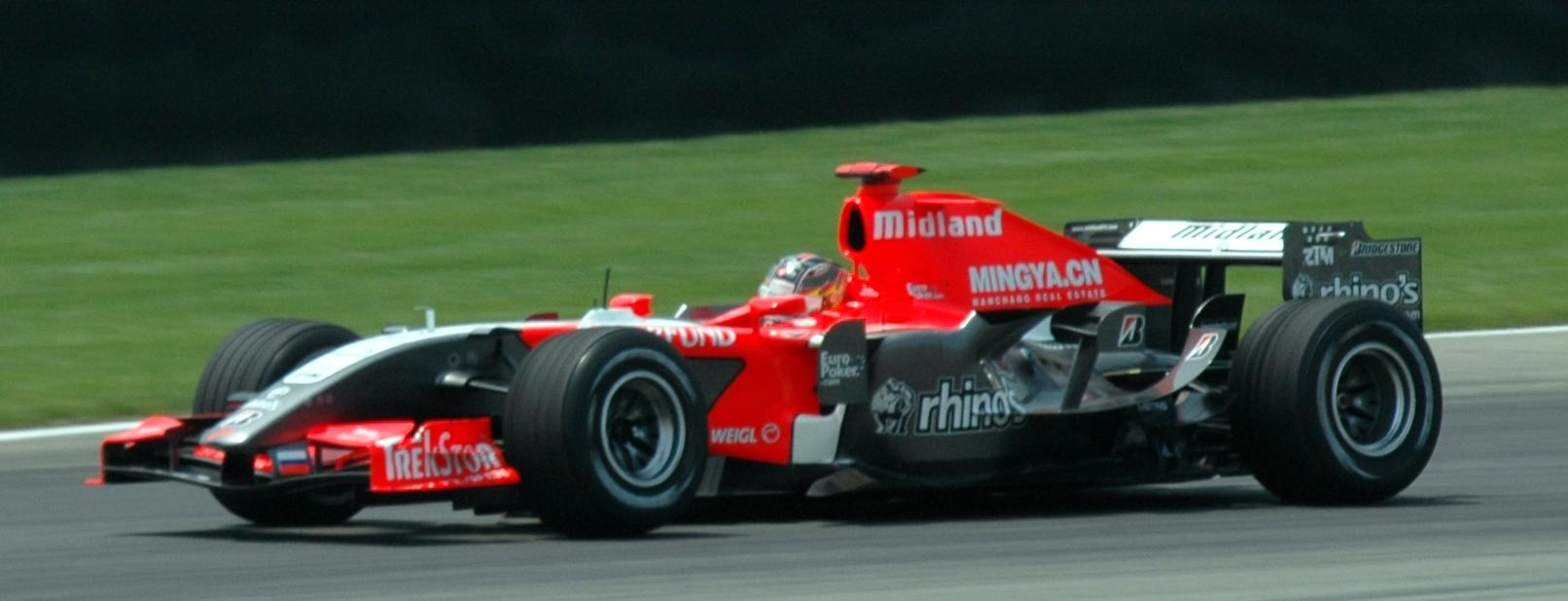
Tiago Monteiro con el Midland M16, en el Gran Premio de Estados Unidos.

Para el año 2006, Midland consiguió al anterior piloto de Minardi, Christijan Albers, que firmó un contrato de dos años de duración. Meses más tarde, el equipo anunció el fichaje de Tiago Monteiro.
Los resultados obtenidos no fueron los esperados, terminando siempre en la parte baja de la tabla, culminando la temporada 2006 sin unidades en su haber y lejos de la zona de puntuación.

### Venta a Spyker
Después de numerosos rumores de venta durante las temporadas 2005 y en 2006, se firmó a finales de 2006 la venta a Spyker Cars, una empresa de automóviles de origen neerlandés. Si bien el equipo fue adquirido durante el término de la temporada 2006, recién en el campeonato 2007 se denominó Spyker F1 Team, debiendo los nuevos dueños del equipo finalizar el calendario con la antigua denominación. A pesar de esto, su incursión como Spyker solo duró un año, cambiando la escudería nuevamente de dueños.

## Resultados
(Clave) (negrita indica pole position) (cursiva indica vuelta rápida)

| Año  | Chasis | Motor            | Neu. | N.º | Pilotos           | 1   | 2   | 3   | 4   | 5   | 6   | 7   | 8   | 9   | 10  | 11  | 12  | 13  | 14  | 15  | 16  | 17  | 18  | Puntos | Pos. |
| ---- | ------ | ---------------- | ---- | --- | ----------------- | --- | --- | --- | --- | --- | --- | --- | --- | --- | --- | --- | --- | --- | --- | --- | --- | --- | --- | ------ | ---- |
| 2006 | M16    | Toyota RVX-06 V8 | B    |     |                   | BHR | MYS | AUS | SMR | EUR | ESP | MON | GBR | CAN | USA | FRA | GER | HUN | TUR | ITA | CHN | JPN | BRA | 0      | 10.º |
| 2006 | M16    | Toyota RVX-06 V8 | B    | 18  | Tiago Monteiro    | 17  | 13  | Ret | 16  | 12  | 16  | 15  | 16  | 14  | Ret | Ret | DSQ | 9   | Ret | Ret | Ret | 16  | 15  | 0      | 10.º |
| 2006 | M16    | Toyota RVX-06 V8 | B    | 19  | Christijan Albers | Ret | 12  | 11  | Ret | 13  | Ret | 12  | 15  | Ret | Ret | 15  | DSQ | 10  | Ret | 17  | 15  | Ret | 14  | 0      | 10.º |